# NGC 4927
NGC 4927 (другие обозначения — MCG 5-31-104, ZWG 160.105, DRCG 27-141, PGC 44945) — галактика в созвездии Волосы Вероники.
Является доминирующей галактикой одной из подгрупп, которая насчитывает 34 галактики, вблизи центра скопления Волос Вероники. Относится к радиогалактикам, область, в которой наблюдается радиоизлучение, имеет размер 18,5 килопарсек на частотах 250—500 МГц.
Этот объект входит в число перечисленных в оригинальной редакции «Нового общего каталога».